# Pere Vives i Clavé
Pere Vives i Clavé   (Barcelona, 24 de febrer de 1910 - Mauthausen-Gusen, 30 d'octubre de 1941) era un professor de matemàtiques i d'idiomes.

## Biografia
Era fill de Pere Vives i Arquer (1881-1933), funcionari de la Mancomunitat que va ser secretari personal del Baró de Viver Darius Rumeu i Freixa quan va ser alcalde de Barcelona l'any 1924, i de Concepció Clavé i Torres (1882-1954). Pere Vives ingressà a l'Escola de Guerra, el 1936, i esdevingué tinent d'artilleria. El 1939 emprengué l'exili travessant la frontera francesa. De primer, conegué les penalitats dels camps de concentració francesos d'Argelers, Agde i Sant Cebrià de Rosselló. Fou al camp d'Agde on conegué Agustí Bartra, amb qui inicià una forta amistat: "tres mesos d'una amistat única i fervorosa, de tracte continu i intens, de coincidències de sensibilitat, i visió dels homes i de la història, i de ferides profundes, i de somnis de futur".|
El 1939 fou mobilitzat per l'exèrcit francès, amb la 109e Compagnie de Travailleurs Espagnols. El 1940 se'l localitza a les fortificacions de Lorena i Belfort, des d'on intentà passar a Suïssa, però fracassà. Fou retornat a França i fou així com caigué presoner en mans dels alemanys. Morí al camp d'extermini de Mauthausen, el 30 d'octubre de 1941, per efecte d'una injecció de benzina al cor. Des de l'exili francès i fins al camp d'extermini on trobà la mort, fou company de Joaquim Amat-Piniella, el qual li dedicarà, anys més tard, la seva novel·la K.L. Reich. A més de la dedicatòria que encapçala la novel·la, el personatge principal, en Francesc, també és un clar tribut a l'amic i company de periple, Pere Vives. L'edició pòstuma de Cartes des dels camps de concentració és un recull de 42 escrits que Pere Vives adreçà a l'amic Bartra i a la seva mare i germanes. En destaquen tant l'interès documental que aporten com la prosa amb què foren escrites.